# 건강보험분쟁조정위원회
건강보험분쟁조정위원회(健康保險紛爭調整委員會)는 건강보험분쟁조정위원회 운영에 관한 업무를 관장하기 위해 설립된 대한민국 보건복지부 소속기관이다. 건강보험분쟁조정위원회 사무국의 사무국장은 서기관 또는 기술서기관으로 보한다.

## 설립 근거
- 국민건강보험법[2]

## 같이 보기
- 한국의료분쟁조정중재원